# Martin Heydon

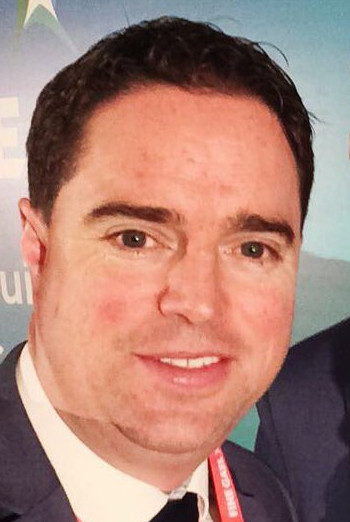
Martin Heydon (2017)

Martin Heydon (* 9. August 1978 in Portlaoise, County Laois) ist ein irischer Politiker der Fine Gael (FG).

## Leben
Martin Heydon wuchs auf einem Bauernhof im südlichen County Kildare auf und absolvierte ein Studium der Agrarwirtschaft am Kildalton Agricultural College (Teagasc). Seit 2008 ist er Mitglied der Fine Gael. 2009 wurde er Mitglied im Kildare County Council. Bei den Wahlen zum Dáil Éireann 2011 gelang es ihm, einen Sitz des Wahlkreises Kildare South zu erobern. Auch bei den Wahlen 2016, 2020 und 2024 konnte er den Sitz verteidigen. Vom März 2016 bis zum 1. Juli 2020 war er Vorsitzender der Parlamentsvertretung der Fine Gael. 
Am 1. Juli 2020 wurde Martin Heydon als Staatsminister für Forschung und Entwicklung, Ernährungssicherstellung und Neue Märkte im Ministerium für Landwirtschaft, Ernährung und Marine (Minister of State for the Department of Agriculture, Food & the Marine, with responsibility for Research & Development, Farm Safety and New Market Development) in die Regierung Martin I berufen. Beim Wechsel der Regierungsgeschäfte auf Leo Varadkar blieb er im Amt. 
Martin Heydon ist seit 2009 verheiratet mit Brianne Leahy, mit der er drei Söhne und eine Tochter hat.